# Indian Springs Village, Alabama
Indian Springs Village là một thành phố thuộc quận Shelby, tiểu bang Alabama, Hoa Kỳ. Dân số năm 2009 là 2625 người, mật độ đạt 266 người/km².